# Finnkampen 2011
Finnkampen 2011 avgjordes på Olympiastadion i Helsingfors 9–10 september 2011. De finska herrarna vann för 45:e gången efter 206-194 (+12 poäng), medan de svenska damerna vann för elfte året i rad och 33:e gången totalt efter 225-182 (+43 poäng).

## TV-sändning
I Sverige direktsändes Finnkampen 2011 i SVT med Jacob Hård och Jonas Karlsson som kommentatorer och Marie Lehmann som reporter.

## Damer
Not: Ställning efter dag 1 Fin - Sve 82 - 101 
 Slutställningen Fin - Sve 182 - 225
Bör noteras: om man inte kommer i mål, klarar ingen höjd, blir diskvalificerad eller får inget godkänt resultat på exempel längdhopp får deltagaren eller laget inga poäng.
Eftersom Finland är hemmalag står deras poäng först
| Gren      | Etta                                                            | Tvåa                                                            | Trea                                                            | Fyra                                                        | Femma                                                       | Sexa                                                        |
| 100 m     | Carolina Klüft                                                  | Caroline Sandsjoe                                               | Hanna-Maari Latvala                                             | Minna Laukka                                                | Lena Berntsson                                              | Ella Räsänen                                                |
| 8 - 14    | 11,67                                                           | 11,76                                                           | 11,78                                                           | 11,86                                                       | 11,86                                                       | 11,88                                                       |
| 200 m     | Moa Hjelmer                                                     | Caroline Sandsjoe                                               | Hanna-Maari Latvala                                             | Anna Hämäläinen                                             | Sari Eero                                                   | Elin Backman                                                |
| 9 - 13    | 23,49                                                           | 24,15                                                           | 24,22                                                           | 24,27                                                       | 24,46                                                       | 24,70                                                       |
| 400 m     | Moa Hjelmer                                                     | Ella Räsänen                                                    | Elin Moraiti                                                    | Josefin Magnusson                                           | Aino Paunonen                                               | Anniina Laitinen                                            |
| 8 - 14    | 52,73                                                           | 53,44                                                           | 54,94                                                           | 55,12                                                       | 55,93                                                       | 56,11                                                       |
| 800 m     | Karin Storbacka                                                 | Viktoria Tegenfeldt                                             | Lovisa Lindh                                                    | Elin Moraiti                                                | Heidi Pappila                                               | Heidi Eriksson                                              |
| 10 - 12   | 2:04,49                                                         | 2:06,32                                                         | 2:07,68                                                         | 2:08,40                                                     | 2:09,09                                                     | 2:10,00                                                     |
| 1 500 m   | Karin Storbacka                                                 | Viktoria Tegenfeldt                                             | Heidi Eriksson                                                  | Suvi Selvenius                                              | Charlotta Fougberg                                          | Linn Nilsson                                                |
| 14 - 8    | 4:46,28                                                         | 4:47,02                                                         | 4:49,01                                                         | 4:49,39                                                     | 4:49,52                                                     | 4:49,56                                                     |
| 5 000 m   | Isabellah Andersson                                             | Johanna Lehtinen                                                | Meraf Bahta                                                     | Meri Rantanen                                               | Malin Liljestedt                                            | Sanni Klemelä                                               |
| 9 - 13    | 16:20,35                                                        | 16:21,91                                                        | 16:29,08                                                        | 16:30,21                                                    | 16:39,36                                                    | 16:45,76                                                    |
| 10 000 m  | Isabellah Andersson                                             | Laura Markovaara                                                | Leena Puotiniemi                                                | Louise Wiker                                                | Susanne Grimfors                                            | Nina Chydenius                                              |
| 10 - 12   | 34:12,84                                                        | 34:15,48                                                        | 34:15,72                                                        | 34:26,47                                                    | 34:29,01                                                    | 35:41,91                                                    |
| 100 m h   | Nooralotta Neziri                                               | Emma Tuvesson                                                   | Elisa Leinonen                                                  | Giia Lindström                                              | Caroline Lundahl                                            | Ellinore Hallin                                             |
| 14 - 8    | 13,35                                                           | 13,55                                                           | 13,61                                                           | 13,62                                                       | 13,83                                                       | 13,85                                                       |
| 400 m h   | Anniina Laitinen                                                | Ewa Marcinkiewicz                                               | Jenniina Halkoaho                                               | Isabelle Eriksson                                           | Jenni Kivioja                                               | Sara Bley                                                   |
| 13 - 9    | 59,73                                                           | 59,85                                                           | 60,49                                                           | 61,10                                                       | 61,56                                                       | 63,06                                                       |
| 3 000 m h | Charlotta Fougberg                                              | Klara Bodinson                                                  | Janica Mäkelä                                                   | Minna-Maria Kangas                                          | Viivi Rantanen                                              | Maria Borglund                                              |
| 9 - 13    | 10:15,08                                                        | 10:16,34                                                        | 10:18,22                                                        | 10:21,28                                                    | 10:33,06                                                    | 10:38,25                                                    |
| Höjdhopp  | Ebba Jungmark                                                   | Emma Green Tregaro                                              | Victoria Dronsfield                                             | Elina Smolander                                             | Laura Rautanen                                              | Mari Sepänmaa                                               |
| 6 - 16    | 1,87                                                            | 1,83                                                            | 1,80                                                            | 1,80                                                        | 1,77                                                        | 1,74                                                        |
| Stavhopp  | Michaela Meijer                                                 | Alissa Söderberg                                                | Jatta Salmela Emmi Mannien                                      |                                                             | Tiina Taavitsainen                                          | Malin Dahlström                                             |
| 7 - 12    | 4,20                                                            | 4,00                                                            | 3,70                                                            |                                                             | Ingen höjd                                                  | Ingen höjd                                                  |
| Längdhopp | Carolina Klüft                                                  | Erica Jarder                                                    | Malin Malmbrandt                                                | Noora Pesola                                                | Reeta Parkkonen                                             | Tiia Mäki                                                   |
| 6 - 16    | 6,33                                                            | 6,17                                                            | 6,04                                                            | 5,92                                                        | 5,85                                                        | 5,80                                                        |
| Tresteg   | Khaddi Sagnia                                                   | Kristiina Mäkelä                                                | Lynn Johnson                                                    | Sanna Nygård                                                | Angelica Ström                                              | Elina Torro                                                 |
| 9 - 13    | 13,49                                                           | 13,32                                                           | 13,28                                                           | 13,09                                                       | 12,90                                                       | 12,84                                                       |
| Kula      | Helena Engman                                                   | Catarina Andersson                                              | Suvi Helin                                                      | Niina Kelo                                                  | Anna Wikström                                               | Katja Kantanen                                              |
| 8 - 14    | 16,58                                                           | 15,36                                                           | 15,01                                                           | 14,92                                                       | 14,44                                                       | 14,14                                                       |
| Diskus    | Tanja Komulainen                                                | Sanna Kämäräinen                                                | Jenny Johansson                                                 | Katri Hirvonen                                              | Anna Wikström                                               | Sandra Andersson                                            |
| 15 - 7    | 56,55                                                           | 54,34                                                           | 51,38                                                           | 50,55                                                       | 49,17                                                       | 47,76                                                       |
| Spjut     | Anna Wessman                                                    | Sanni Utriainen                                                 | Oona Sormunen                                                   | Annika Petersson                                            | Niina Kelo                                                  | Emelie Larsson                                              |
| 11 - 11   | 57,09                                                           | 55,58                                                           | 54,14                                                           | 52,29                                                       | 50,94                                                       | 47,52                                                       |
| Slägga    | Merja Korpela                                                   | Tracey Andersson                                                | Sini Latvala                                                    | Cecilia Nilsson                                             | Emma Johannesson                                            | Johanna Salmela                                             |
| 12 - 10   | 66,49                                                           | 66,18                                                           | 64,56                                                           | 63,99                                                       | 63,66                                                       | 61,16                                                       |
| 4x100 m   | Lena Berntsson, Caroline Sandsjoe, Erica Petterson, Moa Hjelmer | Lena Berntsson, Caroline Sandsjoe, Erica Petterson, Moa Hjelmer | Lena Berntsson, Caroline Sandsjoe, Erica Petterson, Moa Hjelmer | Maria Räsänen, Minna Laukka, Sari Eero, Hanna-Maari Latvala | Maria Räsänen, Minna Laukka, Sari Eero, Hanna-Maari Latvala | Maria Räsänen, Minna Laukka, Sari Eero, Hanna-Maari Latvala |
| 2 - 5     | 44,86                                                           | 44,86                                                           | 44,86                                                           | 51,15                                                       | 51,15                                                       | 51,15                                                       |
| 4x400 m   | Josefin Magnusson, Elin Moraiti, Elin Backman, Moa Hjelmer      | Josefin Magnusson, Elin Moraiti, Elin Backman, Moa Hjelmer      | Josefin Magnusson, Elin Moraiti, Elin Backman, Moa Hjelmer      | Minna Laukka, Jenniina Halkoaho, Jonna Julin, Ella Räsänen  | Minna Laukka, Jenniina Halkoaho, Jonna Julin, Ella Räsänen  | Minna Laukka, Jenniina Halkoaho, Jonna Julin, Ella Räsänen  |
| 2 - 5     | 3:38,27                                                         | 3:38,27                                                         | 3:38,27                                                         | 3:48,14                                                     | 3:48,14                                                     | 3:48,14                                                     |

## Herrar
Not: Ställning efter dag 1 Fin - Sve 119 - 102 
 Slutställningen Fin - Sve 206 - 194
Bör noteras: om man inte kommer i mål, klarar ingen höjd, blir diskvalificerad eller får inget godkänt resultat på exempel längdhopp får deltagaren eller laget inga poäng.
Eftersom Finland är hemmalag står deras poäng först
| Gren      | Etta                                                            | Tvåa                                                            | Trea                                                            | Fyra                                                               | Femma                                                              | Sexa                                                               |
| 100 m     | Jonathan Åstrand                                                | Nil de Oliveira                                                 | Jarkko Ruostekivi                                               | Tom Kling Baptiste                                                 | David Sennung                                                      | Eero Haapala                                                       |
| 12 - 10   | 10,40                                                           | 10,56                                                           | 10,61                                                           | 10,63                                                              | 10,73                                                              | 10,76                                                              |
| 200 m     | Jonathan Åstrand                                                | Johan Wissman                                                   | Nil de Oliveira                                                 | Tom Kling Baptiste                                                 | Jani Koskela                                                       | Hannu Ali-Huokuna                                                  |
| 10 - 12   | 20,91                                                           | 21,07                                                           | 21,13                                                           | 21,32                                                              | 21,81                                                              | 21,82                                                              |
| 400 m     | Johan Wissman                                                   | Axel Begrahm                                                    | Ville Wendelin                                                  | Gustav Klingstedt                                                  | Joni Ojala                                                         | Alexander Nordkvist                                                |
| 9 - 12    | 47,30                                                           | 47,57                                                           | 48,11                                                           | 48,35                                                              | 49,04                                                              | Bröt                                                               |
| 800 m     | Johan Rogestedt                                                 | Niclas Sandells                                                 | Rami Oravakangas                                                | Joni Jaako                                                         | Tommy Granlund                                                     | Thobias Ekhamre                                                    |
| 9 - 10    | 1:50,95                                                         | 1:50,95                                                         | 1:53,06                                                         | 2:58,88                                                            | Diskad                                                             | Diskad                                                             |
| 1 500 m   | Niclas Sandells                                                 | Jonas Hamm                                                      | Johan Walldén                                                   | Jonas Leanderson                                                   | Miro Laurila                                                       | Johan Rogestedt                                                    |
| 14 - 8    | 3:46,36                                                         | 3:46,67                                                         | 3:46,91                                                         | 3:47,08                                                            | 3:50,64                                                            | 3:51,25                                                            |
| 5 000 m   | Eric Senorski                                                   | Erik Johansson                                                  | Jarkko Hamberg                                                  | Jarkko Järvenpää                                                   | Fredrik Uhrbom                                                     | Matti Räsänen                                                      |
| 8 - 14    | 14:17,40                                                        | 14:17,45                                                        | 14:18,56                                                        | 14:20,55                                                           | 14:22,57                                                           | 14:24,48                                                           |
| 10 000 m  | Adil Bouafif                                                    | Mikael Ekvall                                                   | Jussi Utriainen                                                 | Henri Manninen                                                     | Fredrik Uhrbom                                                     | Jarkko Järvenpää                                                   |
| 8 – 14    | 29:02,11                                                        | 29:47,48                                                        | 29:52,04                                                        | 30:01,42                                                           | 30:24,17                                                           | 30:45,35                                                           |
| 110 m h   | Antti Korkealaakso                                              | Robert Kronberg                                                 | Alexander Brorsson                                              | Amir Shaker                                                        | Joona-Ville Heinä                                                  | Otto Kilpi                                                         |
| 10 - 12   | 14,04                                                           | 14,05                                                           | 14,08                                                           | 14,15                                                              | 14,36                                                              | 14,61                                                              |
| 400 m h   | Oskari Mörö                                                     | Petteri Monni                                                   | Niclas Åkerström                                                | Panu Pasanen                                                       | Erik Lindahl                                                       | Niklas Larsson                                                     |
| 15 - 7    | 51,19                                                           | 51,22                                                           | 51,49                                                           | 52,44                                                              | 52,75                                                              | 53,47                                                              |
| 3 000 m h | Jukka Keskisalo                                                 | Joonas Harjamäki                                                | Eric Senorski                                                   | Fredrik Johansson                                                  | Aki Nummela                                                        | Daniel Lundgren                                                    |
| 14 - 7    | 8:48,09                                                         | 8:53,33                                                         | 8:53,97                                                         | 8:56,75                                                            | 9:16,48                                                            | Diskad                                                             |
| Höjdhopp  | Jussi Viita                                                     | Emil Svensson Jakob Thorvaldsson                                |                                                                 | Mehdi Alkhatib                                                     | Henri Vitikainen                                                   | Osku Torro                                                         |
| 9 - 12    | 2,12                                                            | 2,08                                                            |                                                                 | 2,08                                                               | 2,04                                                               | Deltog inte                                                        |
| Stavhopp  | Eemeli Salomäki                                                 | Mikael Westö                                                    | Jere Bergius                                                    | Alhaji Jeng                                                        | Erik Thorstensson                                                  | Simon Gyllensten                                                   |
| 16 - 6    | 5,50                                                            | 5,50                                                            | 5,35                                                            | 5,30                                                               | 5,00                                                               | 4,60                                                               |
| Längdhopp | Tommi Evilä                                                     | Mikko Kivinen                                                   | Michel Tornéus                                                  | Roni Ollikainen                                                    | Andreas Otterling                                                  | Björn Wilson                                                       |
| 15 - 7    | 7,86                                                            | 7,85                                                            | 7,83                                                            | 7,76                                                               | 7,57                                                               | 7,13                                                               |
| Tresteg   | Aleksi Tammentie                                                | Ville Mylläri                                                   | Mathias Ström                                                   | Daniel Lennartsson                                                 | Daniel Falk                                                        | Tomi Litendahl                                                     |
| 13 - 9    | 16,07                                                           | 15,42                                                           | 15,30                                                           | 15,24                                                              | 15,15                                                              | 15,03                                                              |
| Kula      | Leif Arrhenius                                                  | Niklas Arrhenius                                                | Henri Pakisjärvi                                                | Tomas Söderlund                                                    | Arsi Harju                                                         | Arwid Koskinen                                                     |
| 9 - 13    | 18,83                                                           | 18,80                                                           | 18,10                                                           | 18,04                                                              | 17,71                                                              | 16,67                                                              |
| Diskus    | Niklas Arrhenius                                                | Leif Arrhenius                                                  | Mikko Kyyrö                                                     | Axel Härstedt                                                      | Jouni Walden                                                       | Mika Loikkanen                                                     |
| 7 - 15    | 61,37                                                           | 60,69                                                           | 59,57                                                           | 58,61                                                              | 58,16                                                              | 57,54                                                              |
| Spjut     | Antti Ruuskanen                                                 | Ari Mannio                                                      | Gabriel Wallin                                                  | Jiannis Smalios                                                    | Kim Amb                                                            | Jarkko Koski-Vähälä                                                |
| 13 - 9    | 82,02                                                           | 81,69                                                           | 77,94                                                           | 77,07                                                              | 74,89                                                              | 74,55                                                              |
| Slägga    | Olli-Pekka Karjalainen                                          | David Söderberg                                                 | Mattias Jons                                                    | Tuomas Seppänen                                                    | Markus Johansson                                                   | Karl-Erik Ludvigsson                                               |
| 15 - 7    | 75,52                                                           | 75,49                                                           | 74,23                                                           | 71,24                                                              | 69,56                                                              | 65,85                                                              |
| 4x100 m   | David Sennung, Nil de Oliveira, Tom Kling Baptiste, Odain Rose  | David Sennung, Nil de Oliveira, Tom Kling Baptiste, Odain Rose  | David Sennung, Nil de Oliveira, Tom Kling Baptiste, Odain Rose  | Hannu Ali-Huokuna, Ville Myllymäki, Jonathan Åstrand, Eetu Rantala | Hannu Ali-Huokuna, Ville Myllymäki, Jonathan Åstrand, Eetu Rantala | Hannu Ali-Huokuna, Ville Myllymäki, Jonathan Åstrand, Eetu Rantala |
| 0 - 5     | 40,03                                                           | 40,03                                                           | 40,03                                                           | Diskade                                                            | Diskade                                                            | Diskade                                                            |
| 4x400 m   | Axel Bergrahm, Niclas Åkerström, Nil de Oliveira, Johan Wissman | Axel Bergrahm, Niclas Åkerström, Nil de Oliveira, Johan Wissman | Axel Bergrahm, Niclas Åkerström, Nil de Oliveira, Johan Wissman | Petteri Monni, Gustav Klingstedt, Oskari Mörö, Ville Wendelin      | Petteri Monni, Gustav Klingstedt, Oskari Mörö, Ville Wendelin      | Petteri Monni, Gustav Klingstedt, Oskari Mörö, Ville Wendelin      |
|           | 3:10,14                                                         | 3:10,14                                                         | 3:10,14                                                         | Diskade                                                            | Diskade                                                            | Diskade                                                            |

## Gång

### Damer
| Gren      | Etta        | Tvåa                  | Trea           | Fyra          | Femma              | Sexa            |
| 5 km gång | Mari Olsson | Karoliina Kaasalainen | Anne Halkivaha | Siw Karlström | Henrika Parviainen | Ellinor Hogrell |
| 11 - 11   | 22:24,8     | 22:35,3               | 23:00,4        | 23:48,8       | 24:30,8            | 26:59,7         |

### Herrar
| Gren       | Etta            | Tvåa            | Trea                | Fyra               | Femma             | Sexa           |
| 10 km gång | Jarkko Kinnunen | Heikki Kukkonen | Veli-Matti Partanen | Andreas Gustafsson | Perseus Karlström | Anatole Ibanez |
| 16 - 6     | 39:55,2         | 39:56,5         | 40:22,6             | 40:34,3            | 42:08,0           | 42:38,6        |